# Islas Vírgenes Británicas en los Juegos Mundiales de Breslavia 2017
Las Islas Vírgenes Británicas fueron uno de los países que participaron en los Juegos Mundiales de 2017 celebrados en Breslavia, Polonia.
Las Islas Vírgenes Británicas acudieron con una delegación compuesta por un único atleta, y terminaron el evento sin medallas.

## Squash
| Deportista  | Primera Ronda      | Primera Ronda                | Segunda Ronda | Segunda Ronda | Octavos de final | Octavos de final | Cuartos de final | Cuartos de final | Semifinal | Semifinal | Final     | Final     | Posición  |           |
| Deportista  | Oponente           | Resultado                    | Oponente      | Resultado     | Oponente         | Resultado        | Oponente         | Resultado        | Oponente  | Resultado | Oponente  | Resultado | Posición  |           |
| ----------- | ------------------ | ---------------------------- | ------------- | ------------- | ---------------- | ---------------- | ---------------- | ---------------- | --------- | --------- | --------- | --------- | --------- | --------- |
| Masculino   |                    |                              |               |               |                  |                  |                  |                  |           |           |           |           |           |           |
| Joe Chapman | Douglas Kempsell # | 1-3 (6:11, 11:9, 3:11, 4:11) | Eliminado     | Eliminado     | Eliminado        | Eliminado        | Eliminado        | Eliminado        | Eliminado | Eliminado | Eliminado | Eliminado | Eliminado | Eliminado |